# Gouvernement Luján Rodríguez
Cet article présente la composition du gouvernement mexicain sous le président Abelardo L. Rodríguez, il est l'ensemble des secrétaires du gouvernement républicain du Mexique. Il est ici présenté dans l'ordre protocolaire. Actuellement les membres du gouvernement exécutif du Mexique ne prennent pas le titre de ministre mais celui de secrétaire.

## Liste des secrétaires
- Secrétaire du Gouvernement du Mexique
  - (1932 - 1934): Eduardo Vasconcelos (en)
  - (1934 - 1934): Narciso Bassols
  - (1934 - 1934): Juan D. Cabral
- Secrétaire des Relations Extérieures du Mexique
  - (1932 - 1934): Manuel C. Téllez
- Secrétaire de la Guerre et de la Marine du Mexique
  - (1932 - 1933): Pablo Quiroga
  - (1933 - 1933): Lázaro Cárdenas del Río
  - (1933 - 1934): Pablo Quiroga
- Secrétaire des Finances et du Crédit Public du Mexique
  - (1932 - 1933): Alberto J. Pani
  - (1933 - 1933): Plutarco Elías Calles
  - (1933 - 1934): Marte Rodolfo Gómez
- Secrétaire de l'Éducation Publique du Mexique
  - (1932 - 1934): Narciso Bassols
  - (1934 - 1934): Eduardo Vasconcelos (en)
- Secrétaire de l'Agriculture et de la Promotion du Mexique
  - (1932 - 1934): Francisco S. Elías
- Secrétaire des Communications et des Œuvres Publiques du Mexique
  - (1932 - 1934): Miguel M. Acosta
- Secrétaire de l'Économie Nationale du Mexique
  - (1932 - 1934): Primo Villa Michel
- Procureur général de la République du Mexique
  - (1932 - 1934): Emilio Portes Gil